# Ra’shad James
Ra’shad James (White Plains, Nueva York, 26 de enero de 1990) es un jugador de baloncesto estadounidense que actualmente milita en el Muharraq Club de la Liga Premier de Baréin. Con 1,85 metros de estatura, juega en la posición de base. 

## Trayectoria deportiva
Tras no ser drafteado en 2013, formó parte de los Reno Bighorns, antes de dar el salto a Europa.
En la temporada 2015-16, James comenzó en el Dongbu Promy coreano, donde aportó 9.9 puntos y 2.2 rebotes por partido, después se fue a Polonia, donde con el AZS Koszalin promedió 16.1 puntos y 5.0 rebotes. Finalmente se fue a los Estados Unidos para jugar con el Westchester Knicks de la D-League, con 15.8 puntos y 4.4 rebotes.
Tras una temporada anterior muy ajetreada, jugó hasta en tres equipos de tres países diferentes, en agosto de 2016 Ra’shad James llega a un acuerdo con el campeón croata, el Cedevita Zagreb.
En julio de 2020, firma con el Basket Ravenna de la Serie A2.
En diciembre de 2023 firma con el Muharraq de la Liga Premier de Baréin.

## Selección nacional
James ha jugado con la selección de baloncesto de Estados Unidos en el clasificatorio a la FIBA AmeriCup de 2022.